# 程丽华
程丽华（1965年4月—），女，汉族，河南信阳市固始县人，中华人民共和国政治人物。辽宁财经学院（现东北财经大学）会计系工业会计专业毕业，中共中央党校世界经济专业在职研究生学历。曾任青海省人民政府副省长，天津市委常委，财政部副部长，安徽省委副书记。现任重庆市政协主席，第二十届中央委员。

## 简历
1984年毕业于辽宁财经学院会计系工业会计专业；1984年7月进入青海省财政厅工作。1987年9月加入中国共产党。
2000年1月，任青海省地方税务局副局长；2002年1月，任西宁市人民政府副市长；
2005年9月，任青海省财政厅副厅长，2007年9月至2008年1月在中央党校第7期中青年干部培训班学习；2009年1月，任青海省财政厅厅长。
2013年1月，任青海省人民政府副省长。2014年1月，不再兼任青海省财政厅厅长。
2017年3月，任中共天津市委常委。2017年4月，兼任天津市委教育工委书记。同年10月，中国共产党第十九次全国代表大会上当选中国共产党第十九届中央委员会候补委员。
2018年3月，任中华人民共和国财政部副部长，在几位副部长中排名第一位。
2021年4月，程丽华空降安徽，任中共安徽省委副书记，并兼任省委党校（安徽行政学院）校长（院长）。
2022年10月22日，当选为中国共产党第二十届中央委员会委员。
2023年12月，转任重庆市政协党组书记。2024年1月，当选重庆市政协主席，晋升正部级。